# Ewart Brown

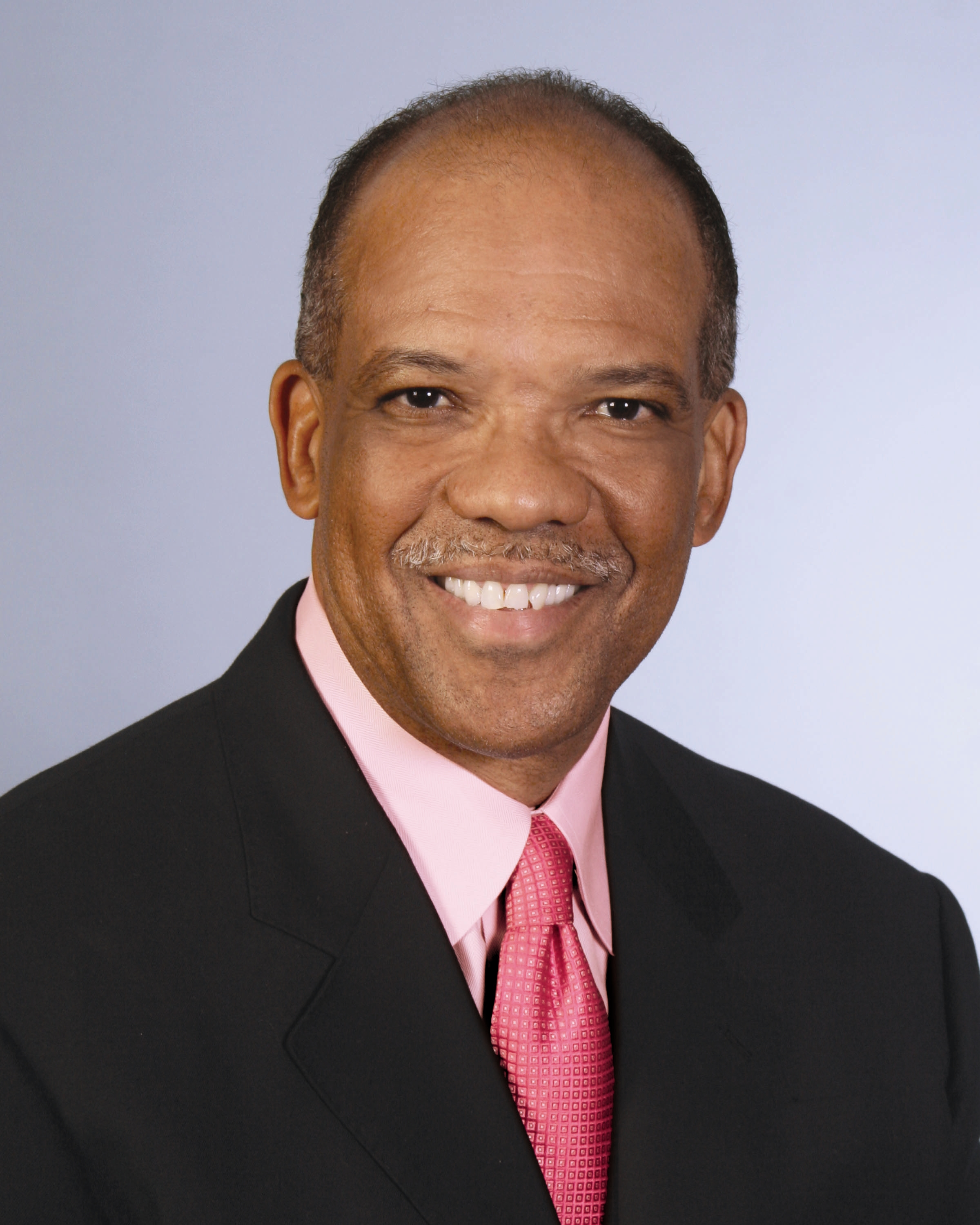
Ewart Brown

Frederick Ewart Brown Junior (Bermudas, 1946) é um médico e político bermudense e foi o nono primeiro-ministro das Bermudas entre 2006 e 2010.
Ewart Brown foi eleito líder do Partido Trabalhista Progressista numa decisão em 30 de outubro de 2006, derrotando o seu antecessor, Alex Scott, em uma conferência de delegados do PLP. Ele é o terceiro líder do PLP desde 2003, quando o partido ganhou as eleições gerais. Brown levou o partido para um terceiro mandato no poder, em 18 de dezembro de 2007.
Brown também é diretor do Serviço de Saúde das Bermudas.
Ele é casado com Wanda Henton Brown e tem quatro filhos de um casamento anterior.